# Getafe CF
Getafe Club de Fútbol este un club de fotbal din Getafe, Spania, care evoluează în Primera División.

## Lotul actual
La 12 august 2025.
| Nr. |         | Poziție | Jucător                                     |
| --- | ------- | ------- | ------------------------------------------- |
| 1   | Cehia   | P       | Jiří Letáček                                |
| 2   | Togo    | F       | Djené (căpitan)                             |
| 3   | Maroc   | F       | Abdel Abqar                                 |
| 4   | Camerun | M       | Yvan Neyou                                  |
| 5   | Spania  | M       | Luis Milla                                  |
| 6   | Spania  | M       | Mario Martín (împrumutat de la Real Madrid) |
| 7   | Spania  | M       | Álex Sola                                   |
| 8   | Uruguay | M       | Mauro Arambarri                             |
| 9   | Spania  | A       | Borja Mayoral                               |
| 10  | Nigeria | M       | Christantus Uche                            |
| 11  | Spania  | A       | Juanmi                                      |

| Nr. |                      | Poziție | Jucător                                 |
| --- | -------------------- | ------- | --------------------------------------- |
| 13  | Spania               | P       | David Soria (vice-căpitan)              |
| 14  | Spania               | M       | Javier Muñoz                            |
| 16  | Spania               | F       | Diego Rico                              |
| 17  | Spania               | F       | Kiko Femenía                            |
| 18  | Spania               | A       | Álex Sancris                            |
| 19  | Republica Dominicană | A       | Peter Federico                          |
| 20  | Spania               | A       | Coba da Costa                           |
| 21  | Spania               | F       | Juan Iglesias                           |
| 22  | Portugalia           | F       | Domingos Duarte                         |
| 23  | Spania               | A       | Adrián Liso (împrumutat de la Zaragoza) |
| 26  | Spania               | F       | Davinchi                                |